# Lista de membros da Royal Society eleitos em 1980
Esta é uma lista de Membros da Royal Society eleitos em 1980.

## Fellows
- Montague Mattinson Pennell  (1916-1981)[2]
- John Arthur Shercliff  (1927-1983)[3]
- William Henry Wittrick  (1922-1986)[4]
- Herbert Williams Smith  (1919-1987)[5]
- Richard Evelyn Donohue Bishop  (1925-1989)[6]
- Walter Thompson Welford  (1916-1990)[7]
- Niels Jerne (1911-1994)[8]
- Hannes Alfvén (1908-1995)[9]
- John Burns Brooksby  (1914-1998)[10]
- Zbigniew Stanislaw Basinski  (1928-1999)[11]
- Henry Ellis Daniels  (1912-2000)[12]
- William Donald Hamilton  (1936-2000)[13]
- Frederick Gerard Friedlander  (1917-2001)
- Douglas Hugh Everett  (1916-2002)[14]
- Paul Cohn (d. 2006)[15]
- James Philip Elliott  (d. 2008)
- Walter Eric Spear  (d. 2008)[16]
- Sir Alan Muir Wood  (d. 2009)[17]
- Sir Graham Liggins  (d. 2010)[18]
- William Fleming Hoggan Jarrett  (1928-2012)[19]
- Kenneth Henderson Jack  (d. 2013)
- Muhammed Akhtar
- Philip Warren Anderson
- Donald Charlton Bradley
- Brian Gunning
- Marshall Hatch
- Leslie Lars Iversen
- Alan Roy Katritzky[20]
- Tom Kibble
- Sir Anthony Seymour Laughton
- Richard Maitland Laws[21]
- Sir Anthony Leggett
- Anthony William Linnane
- Roger Parsons
- Sir George Karoly Radda
- Humphrey Peter Rang
- Sir Mark Henry Richmond
- Sir Derek Harry Roberts
- Louis Siminovitch
- Grenville Turner
- Lawrence Weiskrantz
- Lewis Wolpert